# Fineasz i Ferb: Podróż w drugim wymiarze
Fineasz i Ferb: Podróż w drugim wymiarze – amerykański film animowany oparty na serialu Fineasz i Ferb.

## Produkcja i premiera
W 2010 roku podano informację o rozpoczęciu produkcji pełnometrażowego filmu na podstawie serialu pod tytułem Phineas and Ferb The Movie: Across the 2nd Dimension. 26 kwietnia 2010 rozpoczęto nagrywanie dialogów do filmu. Premiera w USA miała miejsce 5 sierpnia 2011 roku, zaś w Polsce 5 listopada 2011 na kanałach Disney Channel i Disney XD. Był również emitowany w TVP1.

## Fabuła
Fineasz i Ferb przypadkowo trafiają do Dr Dundersztyca i niszczą jego teleport do drugiego wymiaru. Odbudowują oni to urządzenie i trafiają do drugiego wymiaru. Jednakże okazuje się, że w tym wymiarze rządzi Dr Dundersztyc. Fineasz i Ferb odkrywają, też że Pepe to Agent P. Działa tam na szczęście rebelia, której przywódczynią jest Fretka z drugiego wymiaru. Razem starają się obalić jego rządy, lecz Dr Dundersztycowi z drugiego wymiaru udaje się dostać do pierwszego i zamierza go podbić. Fineasz i Ferb starają się obronić swój wymiar. Walczą z robotami Dr Dundersztyca. Wygrywają, dzięki wspólnej walce Pepe i Fineasza przeciwko Dr Dundersztycowi z drugiego wymiaru i Cyberpepe. Na koniec Dr Dundersztyc daje swoją lokomotywę, która zniknęła Dr Dundersztycowi z drugiego wymiaru (przez której zaginięcie stał się zły) i wraca on do swojego wymiaru, gdzie. zostaje uwięziony przez rebeliantów. Na koniec major Monogram kasuje wszystkim pamięć (to jedyny sposób, by Fineasz i Ferb mogli zatrzymać Pepe, bo straciliby zwierzaka gdyby wiedzieli o jego sekrecie), a Izabella upewniając się, że wszystko zapomną daje Fineaszowi buziaka.

## Piosenki
21 lipca 2010 Martin Olson opublikował treść piosenki Tajemnicza moc, która miała początkowo wchodzić w skład filmu, jednak została wycofana. 25 lipca 2010 na Comic-Conie w San Diego potwierdzono tytuł jednej z piosenek z filmu – Pepe ja chcę być tu z tobą. 14 września 2010 opublikowane zostały kolejne utwory: Nowa rzeczywistość, Robotyczny  bunt oraz zapowiadany wcześniej Pepe ja chcę być tu z tobą.
Kolejna piosenka to „Czas do pieca dać” której autorem jest Slash, występujący również w teledysku do tej piosenki.
Wszystkie piosenki z filmu ukazały się na płycie Fineasz i Ferb, która została w Polsce wydana 6 września 2011 roku. Jest to odpowiednik amerykańskiego albumu Fineasz i Ferb: Podróż w 1-szym i 2-gim wymiarze (Phineas and Ferb: Across 1st & 2nd Demensions).

## Dubbing

### Oryginalny dubbing

#### Główni
| Postać                   | Oryginalny dubbing |
| ------------------------ | ------------------ |
| Fineasz Flynn            | Vincent Martella   |
| Ferb Fletcher            | Thomas Sangster    |
| Fretka Flynn             | Ashley Tisdale     |
| Pepe Pan Dziobak         | Dee Bradley Baker  |
| Doktor Heinz Dundersztyc | Dan Povenmire      |
| Linda Flynn-Fletcher     | Caroline Rhea      |
| Major Francis Monogram   | Jeff Marsh         |
| Izabela Garcia-Shapiro   | Alyson Stoner      |

#### Drugoplanowi
| Postać              | Oryginalny dubbing   |
| ------------------- | -------------------- |
| Baljeet             | Maulik Pancholy      |
| Buford van Stomm    | Bobby Gaylor         |
| Jeremiasz Johnson   | Mitchel Musso        |
| Stefa Hirano        | Kelly Hu             |
| Lawrence Fletcher   | Richard O’Brien      |
| Vanessa Dundersztyc | Olivia Olson         |
| Carl Karl           | Tyler Alexander Mann |

### Dubbing polski
Opracowanie wersji polskiej: SDI Media Polska

Reżyseria: Artur Kaczmarski

Dialogi i teksty piosenek: Krzysztof Pieszak

Kierownictwo muzyczne: Juliusz Kamil Kuźnik

Opieka artystyczna: Maciej Eyman

W wersji polskiej udział wzięli:
- Wit Apostolakis-Gluziński – Fineasz Flynn
- Mateusz Narloch – Ferb Fletcher
- Monika Pikuła – Fretka Flynn
- Agnieszka Kunikowska – Linda Flynn – Mama
- Robert Tondera – Lawrence Fletcher – Tata
- Wojciech Paszkowski – Doktor Heinz Dundersztyc
- Dariusz Odija – Major Francis Monogram
- Justyna Bojczuk – Izabella Garcia-Shapiro
- Anna Apostolakis-Gluzińska –
  - Baljeet,
  - Pani Thompson
- Cezary Kwieciński – Buford van Stomm
- Grzegorz Drojewski – Jeremiasz Johnson
- Krzysztof Szczerbiński – Carl
- Jarosław Boberek –
  - Norm,
  - Irving,
  - Włochaty potwór,
  - Buford van Stomm (jedna kwestia)

W pozostałych rolach:
- Bożena Furczyk – Komputer w bazie Pepe
- Hanna Kinder-Kiss – Sprzedawczyni w sklepie dla zwierząt (przebrany Carl)
- Joanna Pach – kobieta
- Anna Sztejner – Stefa Hirano
- Dariusz Błażejewski – Kierowca samochodu z podnośnikiem do katapult
- Wojciech Chorąży
- Marcin Koczot
- Zbigniew Konopka –
  - Taksówkarz,
  - zmieniony głos Fretki
- Janusz Wituch –
  - Tata Jeremiasza,
  - mężczyzna

oraz:
- Adam Krylik – Danny
- Beata Wyrąbkiewicz – Fineasz Flynn (część reakcji)

Piosenki śpiewają:
- „Pepe, ja chcę być tu z Tobą”: Michał Rudaś, Juliusz Kamil Kuźnik, Agnieszka Burcan, Adam Krylik
- „Znalazłem kumpla, że hej”: Wojciech Paszkowski, Agnieszka Burcan, Juliusz Kamil Kuźnik
- „Lato (od czego by tu zacząć?)”: Wit Apostolakis-Gluziński, Juliusz Kamil Kuźnik, Jakub Szydłowski, Agnieszka Burcan
- „Odchodzę dziś”: Ewa Broczek
- „Nowa rzeczywistość”: Krzysztof Kubiś, Juliusz Kamil Kuźnik
- „Wiemy co, gdzie i jak”: Adam Krylik, Juliusz Kamil Kuźnik, Paweł Piecuch, Jakub Szydłowski, Agnieszka Burcan
- „Robotyczny bunt”: Juliusz Kamil Kuźnik, Marcin Koczot i inni (piosenka wycięta z finalnej wersji filmu)
- „Tajemnicza moc”: Anna Sochacka (piosenka wycięta z finalnej wersji filmu)